# SimEarth
SimEarth: The Living Planet é um jogo de simulação de vida, o segundo jogo feito por Will Wright. O jogo foi publicado em 1990 pela Maxis. No SimEarth, o jogador controla o desenvolvimento de um planeta . O cientista inglês James Lovelock desempenhou funções de conselheiro para o jogo. Versões do jogo foram feitas para Macintosh, Atari ST, Amiga, IBM PC, Super Nintendo Entertainment System, Sega CD e TurboGrafx-16. SimEarth foi relançado em 1997 sob o selo Classics .

## Jogabilidade
No SimEarth, o jogador pode variar a atmosfera, a temperatura, as massas de terra de um planeta, etc., e depois colocar formas de vida no planeta e observá-las evoluir . No cenário do jogo “Random Planet”, o jogo é um sandbox, sem qualquer objetivo obrigatório. O desafio é desenvolver uma vida senciente e uma civilização avançada.
Existem oito cenários que têm objetivos, os três primeiros (Aquário, Terra Cambriana e Terra Moderna) envolvendo o gerenciamento da evolução e o desenvolvimento do planeta em diferentes estágios, os outros quatro (Marte, Vênus, Planeta de Gelo e Duna ) envolvendo a terraformação de outros planetas para sustentar a vida. O cenário final (Terra 2XXX) envolve o resgate da vida e da civilização em um planeta com robôs auto-replicantes e guerra nuclear. Além disso, existe outro modo de jogo além do modo Random Planet e Daisy World, onde o único bioma do planeta são as margaridas, que mudam de cor em relação à temperatura.
O jogo simula a teoria de Gaia, feita pelo cientista James Lovelock, e uma das opções disponíveis ao jogador é o modelo simplificado " Daisyworld ".

Captura de tela do SimEarth, versão IBM PC. Neste planeta simulado, os radiados desenvolveram senciência e estão começando a formar civilizações.

O controle do planeta feito pelo jogador é bastante abrangente;  os painéis de exibição permitem ao jogador regular coisas como atmosfera, biosfera e a vida. Além disso, o jogador tem opções de colocar equipamentos ou itens que interfiram no desenvolvimento do planeta, como os Geradores de Oxigênio, que aumentam a quantidade de oxigênio na atmosfera, e o Monólito, uma versão do encontrado em 2001: Um Espaço Odyssey, que auxilia no aumento da inteligência de uma forma de vida através do contato extraterrestre.
A lista de desastres varia desde ocorrências naturais, como furacões e incêndios florestais, até desastres dependentes da população, como pragas e poluição . Os efeitos no planeta podem ser menores ou maiores, dependendo das condições atuais.
Todas as ações feitas pelo jogador têm um custo especificado em “unidades de energia” ou “unidades ômega (Ω)”. A quantidade de unidades de energia é determinada pelo nível de desenvolvimento do planeta e pelo nível de dificuldade escolhido; no nível de dificuldade mais baixo, o orçamento de energia é ilimitado.

### Civilização
Uma vez que um organismo no planeta do jogo se torne inteligente e desenvolva uma civilização, ele passará por diferentes estágios de desenvolvimento, com cada estágio sendo mais avançado em tecnologias do que o anterior.
- Idade da Pedra, esta fase é caracterizada pelo uso de ferramentas de pedra e estilos de vida paleolíticos .
- Idade do Bronze, esta fase é caracterizada pelo uso de ferramentas de bronze, pela invenção da agricultura, pelo desenvolvimento da escrita e pela urbanização.
- Idade do Ferro, Esta fase é caracterizada pelo uso de ferramentas de Ferro e é um pouco mais avançada que a Idade do Bronze.
- Era Industrial, esta fase é caracterizada pela rápida industrialização e melhoria dos padrões de vida. Este estágio é onde os recursos estão sendo rapidamente consumidos. Uma vez alcançada esta fase, as necessidades energéticas são elevadas e o aquecimento global começa a ameaçar a habitabilidade do seu planeta.
- Era Atômica, Esta fase é caracterizada pelo uso de energia nuclear.
- Era da Informação, esta fase está associada ao uso massivo de tecnologias de telecomunicações e computadores.
- Era da Nanotecnologia . Este é o estágio mais desafiador de se alcançar devido ao esgotamento dos recursos e à crescente ameaça do aquecimento global. Está associado ao uso da nanotecnologia e às viagens espaciais interplanetárias.

## Desenvolvimento
Will Wright foi apresentado a James Lovelock por Stewart Brand, um ex-editor da CoEvolution Quarterly que morava perto de Wright, ao ouvir falar do SimEarth . Lovelock aconselhou a equipe de desenvolvimento do SimEarth e ajudou particularmente com modelos geofísicos . Lovelock afirmou em relação ao modelo Gaia que "as tentativas de modelar a Terra através de ciências simples, como biologia ou bioquímica, falham porque os modelos são hipersensíveis às condições iniciais e propensos a perturbações caóticas."  No entanto, os modelos de Gaia ligam biologia e geologia, que Lovelock afirmou serem "por alguma razão estáveis e capazes de resistir a perturbações". Lovelock expressou que a simulação do SimEarth tem 'um grau de realismo' apesar de ser "pouco mais que um jogo", e ele expressou que não tinha visto ou se envolvido em nenhuma simulação computacional da natureza na escala do SimEarth em da época, observando que muitos modelos climáticos profissionais da época não levavam em consideração as nuvens, o oceano ou a biologia.